# Константинов, Михаил Романович
Михаил Романович Константинов (25 декабря 1922 — 2 ноября 1989) — участник Великой Отечественной войны, Герой Советского Союза.

## Биография
Родился в селе Чистополье Кокчетавского уезда Акмолинской губернии. Русский.
Детство прошло в селе Гавриловка (в словаре — село Ерназаровка) Рузаевского района Кокчетавской области (ныне — Северо-Казахстанская область) в семье крестьянина. Отец Константинов Роман Никитович, мать Константинова Татьяна Ефимовна.
В 1930 году вместе с семьёй переехал в город Магнитогорск, где 1940 году окончил 9 классов школы № 10 и аэроклуб. В 1940 году поступил в первую Чкаловскую военно-авиационную школу пилотов, которую окончил в 1944 году.
В Красной Армии с 1940 года. Коммунист с 1946 года.

### Участие в Великой Отечественной войне
С июня 1944 года по май 1945 года участвовал в Великой Отечественной войне — старший лётчик 43-го гвардейского штурмового авиационного полка (230-я гвардейская штурмовая авиационная дивизия, 4-я воздушная армия, 2-й Белорусский фронт), гвардии младший лейтенант, талантливый и отважный командир штурмовых групп.
В действующей армии с июня 1944 года. Боевое крещение молодой лётчик получил в боях за Белоруссию. Здесь проявился его талант как командира штурмовых групп, который совершенствовался при освобождении Польши, в разгроме немецких войск в Восточной Пруссии и севернее Берлина.
Боевая штурмовая группа Константинова совершала в день по 4-5 вылетов. Они наносили удары по скоплению танков, артиллерии, автомашин и живой силы противника, вступали в поединок с фашистскими самолётами в небе. Группа под командованием гвардии младшего лейтенанта Константинова отличилась в боях при взятии городов Гдыня, Данциг, Штеттин, Штрасбург, Свинемюнде. Напряжёнными были будни советских лётчиков. За год участия в борьбе с фашистскими захватчиками кандидат в члены КПСС гвардии младший лейтенант Константинов к концу войны совершил 147 боевых вылетов по уничтожению техники и живой силы противника. Лично уничтожил и повредил 150 танков, несколько автомашин противника, ликвидировал две переправы, пять укреплённых огневых точек, потопил два катера, подорвал десять цистерн и бензоскладов с горючим, уничтожил 21 орудие зенитной артиллерии.

### Послевоенное время
После войны продолжил службу в рядах Советской Армии. В 1955 году окончил Военно-воздушную академию.
С февраля 1971 года полковник Константинов — в запасе. Жил в пгт Фрунзенское Крымской области. Работал в Алуштинской конторе межрайсельхозтехники.
Скончался 2 ноября 1989 года, похоронен на Новом кладбище Алушты.

## Награды
- Герой Советского Союза, указ Президиума Верховного Совета СССР от 15.05.1946;
- орден Ленина;
- орден Красного Знамени, дважды;
- орден Отечественной войны 1 степени, дважды;
- орден Отечественной войны 2 степени;
- орден Красной Звезды;
- медали.